# Nationaal park Serra da Bocaina
Nationaal park Serra da Bocaina is een nationaal park in Brazilië, op de grens van de staten  Rio de Janeiro en São Paulo. Het is gesticht in 1971 en circa 104000 ha groot. Het wordt beheerd door het Chico Mendes Instituut voor Biodiverseitsbehoud ICMBio.
In het park vinden we vooral Atlantisch Woud. Plantensoorten zijn onder meer ceder, palmbomen en bromelia's.
Tot de fauna van het park behoren katachtigen, apen-, herten-, slangen- en vogelsoorten. De hoogste piek is 2088 meter.